# Оканаган (язык)
Оканаган (Okanagan, Okanagan-Colville, Okanagon, Okanogan) — салишский язык, на котором говорит народ оканаган, который проживает в 7 заповедниках: Вернон, Дуглас-Лейк, Керемеос, Оливер, Пентиктон, Уэстбанк и Хедли, к востоку от долины Фрасер и к западу от Кутенай, на юге центральной части штата Британская Колумбия в Канаде, а также в резервации Колвилл штата Вашингтон в США.
У оканаган есть несколько диалектов: колвиллский, озёрный, санпоилский и южный.
Письменность на основе латинского алфавита: a, á, c, c', ə, ə́, ɣ, ɣ', h, ḥ, i, í, k, k', kʷ, k'ʷ, l, l', ɬ, ƛʼ, m, m', n, n', p, t, q'ʷ, q', qʷ, q, r, r', s, p', t', u, ú, w, w', x, xʷ, x̌, x̌ʷ, y, y', ʔ, ʕ, ʕ', ʕw, ʕ'ʷ.